# Tidbinbilla River
Tidbinbilla River är ett vattendrag i Australien. Det ligger i territoriet Australian Capital Territory, i den sydöstra delen av landet, omkring 20 kilometer sydväst om huvudstaden Canberra.
I omgivningarna runt Tidbinbilla River växer huvudsakligen savannskog. Runt Tidbinbilla River är det tätbefolkat, med 383 invånare per kvadratkilometer. Genomsnittlig årsnederbörd är 990 millimeter. Den regnigaste månaden är februari, med i genomsnitt 169 mm nederbörd, och den torraste är maj, med 39 mm nederbörd.